# Birgit Stöver

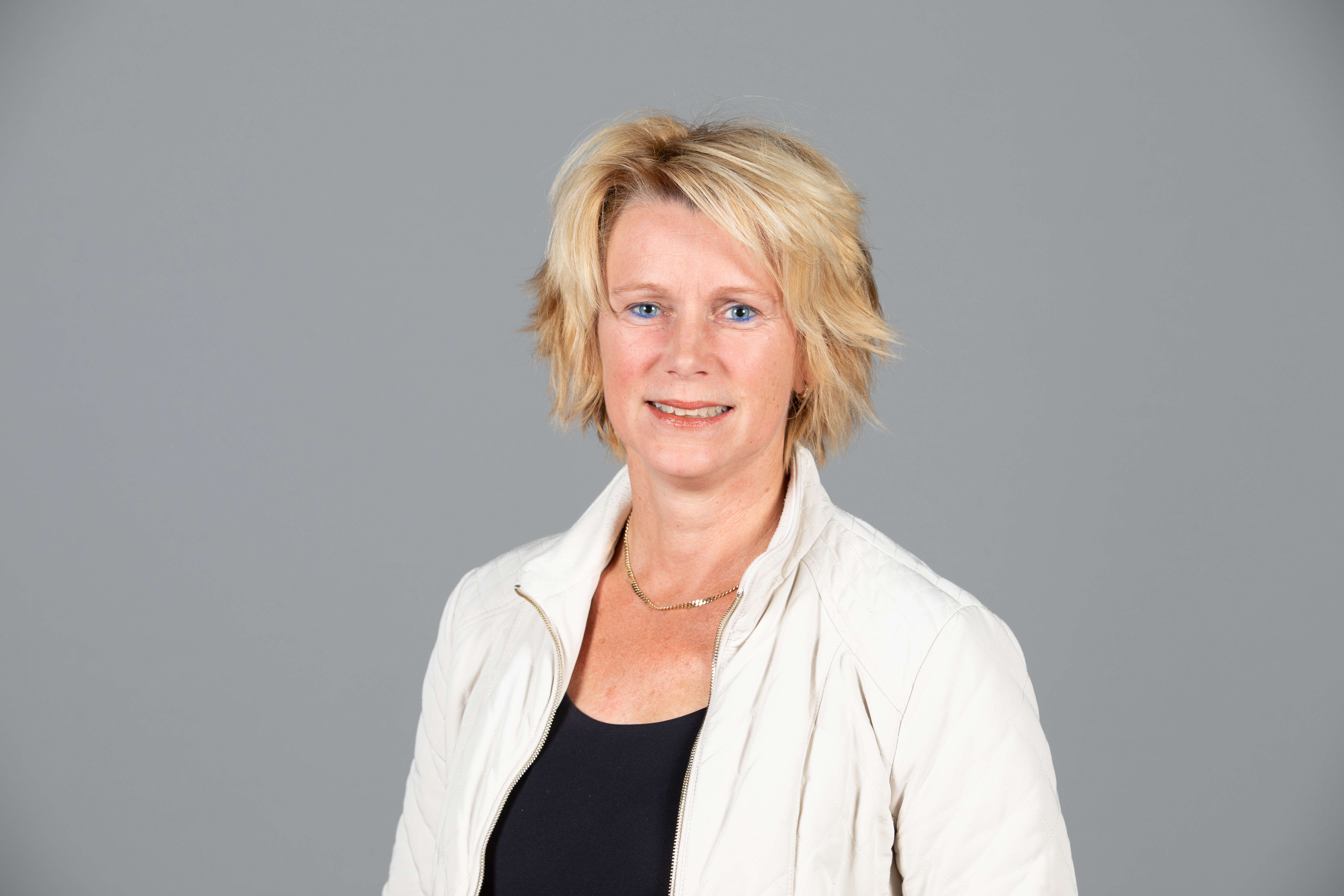
Birgit Stöver, 2018

Birgit Stöver (* 28. Juli 1970 in Hamburg) ist eine Hamburger CDU-Politikerin und Mitglied der Hamburgischen Bürgerschaft.

## Leben und Beruf
Birgit Stöver studierte nach dem 1990 am Friedrich-Ebert-Gymnasium abgelegten Abitur Lebensmittelchemie an der Universität Hamburg mit den Abschlüssen Diplom und Staatsexamen. Sie arbeitete seit 1996 in einem pharmazeutischen Produktionsbetrieb im Bereich der Qualitätskontrolle. Zudem leitete sie seit 2003 das Kontrolllabor und übernahm 2007 den Posten der Produktionsleitung. 2016 wechselte sie zu einem analytischen Dienstleister aus der Lebensmittelbranche.

## Politik
Birgit Stöver ist seit 1990 Mitglied der CDU im Ortsverband Harburg-Mitte, dessen Vorsitz sie 2011 übernahm. Darüber hinaus war sie von 2016 bis 2018 stellvertretende Landesvorsitzende der Hamburger CDU; seit 2018 ist sie Landesmitgliedsbeauftragte im geschäftsführenden Vorstand. Von 2001 bis 2013 war Birgit Stöver Kreisvorsitzende der Frauen Union Harburg, seit 2013 ist sie im Landesvorstand der Frauen Union Hamburg.
Im März 2008 rückte Birgit Stöver für Carsten-Ludwig Lüdemann, den damaligen Hamburger Justizsenator als Mitglied der Hamburgischen Bürgerschaft nach und wurde 2011 und 2015 erneut ins Parlament gewählt. In der CDU-Bürgerschaftsfraktion war Birgit Stöver von 2011 bis 2017 erste parlamentarische Geschäftsführerin, seit 2017 bekleidet sie nach der Abberufung Karin Priens das Amt der stellvertretenden Fraktionsvorsitzenden.
Als Abgeordnete war sie unter anderem Fachsprecherin für Umwelt und Energie sowie für Stadtentwicklung, Schule und Gesundheit. Sie ist Fachsprecherin für die Themen Schule und Gesundheit und hat neben diesen beiden Ausschüssen den Vorsitz des Umwelt-Ausschusses inne, deren Mitglied sie zuvor schon war.
Für ihre Partei war sie von 2001 bis 2004 Deputierte in der Hamburger Behörde für Umwelt und Gesundheit und von 2004 bis 2008 in der Behörde für Stadtentwicklung und Umwelt.
Am 23. Februar 2020 und am  2. März 2025 gelang Stöver erneut der Einzug in die Hamburgische Bürgerschaft.

## Privates
Stöver ist verheiratet mit dem HAW-Professor Enno Stöver, mit dem sie drei Söhne hat.